# Jan Hurdík
Jan Hurdík (* 28. listopadu 1951) je právník a vysokoškolský pedagog, působící na katedře občanského práva Právnické fakulty Masarykovy univerzity a externě také na katedře občanského práva a pracovního práva Právnické fakulty Univerzity Palackého. Je autorem mnoha publikací v oboru občanského práva.

## Život
V roce 1976 absolvoval Právnickou fakultu Masarykovy univerzity (tehdy University Jana Evangelisty Purkyně v Brně), kde o rok později získal i titul doktora práv. Hned po studiích nastoupil jako právní čekatel a roku 1978 se stal prokurátorem u Okresní prokuratury v Třebíči. O dva roky později však tuto praxi opustil a stal se odborným asistentem na své alma mater, kde od té doby stále působí. V roce 1984 získal vědeckou hodnost kandidáta věd, o tři roky později byl jmenován docentem a v roce 2001 získal vědeckou hodnost doktora věd. Byl také na mnoha vědeckých stážích a studijních pobytech (Jena, Wroclaw, Szeged, Vídeň, Regensburg, Dijon, Paříž apod.), stal se členem dvou legislativních komisí pro přípravu nového občanského zákoníku a už od roku 1990 také působí jako advokát.